# Héctor Eduardo Castro Jiménez
Héctor Castro (* 10. Februar 1976 in Guadalajara, Jalisco), auch bekannt unter dem Spitznamen El Pirata, ist ein ehemaliger mexikanischer Fußballspieler, der zunächst auf der Position eines Verteidigers und zuletzt im Mittelfeld agierte.

## Leben
„El Pirata“ Castro begann mit dem Fußballsport im Nachwuchsbereich seines Heimatvereins Chivas Guadalajara, für den er sein Debüt in der mexikanischen Primera División am 2. Oktober 1996 in einem Heimspiel gegen den Hauptstadtverein Cruz Azul bestritt, das mit 1:0 gewonnen wurde. Am Ende seiner ersten Saison mit den Chivasi gewann er die Meisterschaft des Torneo Verano 1997, des Rückrundenturniers der Saison 1996/97, in dem er allerdings nur viermal eingesetzt wurde und nur im Auswärtsspiel bei Necaxa (1:1) am 10. April 1997 die volle Distanz von 90 Minuten bestritt. Zum Stammspieler avancierte er in der folgenden Halbsaison (Invierno 1997), in der er 14 Einsätze absolvierte und am 3. August 1997 im Derby gegen die Tecos UAG (3:2) sein erstes Tor in der Primera División erzielte. 
Nach vier Jahren bei Chivas wechselte Castro im Sommer 2000 zum CF Monterrey, bei dem er die nächsten vier Jahre unter Vertrag stand und mit dem er in der Clausura 2003 seinen zweiten Meistertitel gewann und diesmal zu den Stammspielern der Meistermannschaft gehörte. 
Für die Saison 2004/05 wechselte er zu Monarcas Morelia. Anschließend kehrte er zu Chivas zurück, wobei er diesmal zunächst und vorwiegend bei deren Filialteams Chivas USA und Chivas Coras geparkt wurde, ehe ihm am Ende der Apertura 2006 die Rückkehr in die erste Mannschaft gelang, für die er die Viertel- und Halbfinalspiele in der Meisterschaftsendrunde bestritt. 
Im Sommer 2006 kehrte er in die zweitklassige Primera División 'A' zurück, wo er zumindest für die Saison 2006/07 beim Club León unter Vertrag stand. 
Seine letzte Spielzeit in der Primera División bestritt er in der Saison 2009/10 in Diensten der Gallos Blancos Querétaro, bei denen er es noch einmal auf 23 Einsätze brachte. 

## Erfolge
- Mexikanischer Meister: Verano 1997 (mit Chivas Guadalajara), Clausura 2003 (mit Rayados Monterrey)